# 雅言文化
雅言文化出版股份有限公司，簡稱雅言文化，有時媒體也以雅言出版社稱之，是顏擇雅創立於2002年1月28日的台灣出版社，從2002年到2018年6月止出版16本書籍，平均每年出版一本書。雅言文化所出版書籍由顏擇雅個人身兼編輯、版權人員與行銷。2004年底出版《優秀是教出來的》一書，出版5個月銷售12萬本。
雅言文化出版挑選書籍方式是顏擇雅藉由閱讀大量英文書籍，從其中找到中文市場缺少的翻譯書進行翻譯，切入中文翻譯書籍市場。

## 出版書籍
- 2015年3月2日《西方憑什麼：五萬年人類大歷史，破解中國落後之謎》作者伊安·摩理士（英语：Ian Morris (historian)）
- 2007年11月23日《世界是平的》作者湯馬斯·佛里曼
- 2004年9月24日《優秀是教出來的》作者榮·克拉克（英语：Ron Clark (teacher)）
- 2004年3月9日《一中帝國大夢》作者譚若思
- 2002年10月16日《魔鬼詩篇》作者薩爾曼·魯西迪
- 2002年3月1日雅言文化出版的第一本書籍：《中國即將崩潰》作者章家敦[5]

## 翻譯缺失
- 《西方憑什麼》中文翻譯本中缺少了原文書中的 Appendix、Notes、Further Reading、Bibliography 與 Acknowledgement 段落，原文書籍插圖在中文翻譯版中也有缺漏。[7]